# Sveta Marija
Sveta Marija je vesnice a opčina v Chorvatsku, v Mezimuřské župě. Opčinu tvoří vesnice Sveta Marija a Donji Mihaljevec. V roce 2011 žilo v celé opčině 2 317 obyvatel, v samotné vesnici Sveta Marija 1 594 obyvatel.